# Priscilla Lane
Priscilla Lane (nascida Priscilla Mullican, 12 de junho de 1915 - 4 de abril de 1995) foi uma atriz estadunidense. Ela é mais lembrada por seus papéis nos filmes The Roaring Twenties (1939), Saboteur (1942), e Arsenic and Old Lace (1944).

## Carreira
Durante sua carreira Priscilla Lane estrelou filmes na Warner Bros., como Brother Rat (1938) com Ronald Reagan e Eddie Albert, The Roaring Twenties (1939) com James Cagney e Humphrey Bogart, Saboteur ( 1942) com Robert Cummings e Arsenic and Old Lace (1944) ao lado de Cary Grant. Também estrelou uma série de filmes com Lola e Rosemary Lane, duas de suas quatro irmãs: Four Daughters (1938), Four Wives (1939) e Four Mothers (1940). 
Depois de se casar com Joseph A. Howard, um coronel da Força Aérea, Lane deixou Hollywood em 1950. Ela voltou ao show business brevemente no final dos anos 1950 como apresentadora do The Priscilla Lane Show em uma emissora de televisão local em Boston.

## Morte
Priscilla morreu às 7h30 do dia 4 de abril de 1995, de câncer de pulmão e insuficiência cardíaca crônica, aos 79 anos.

## Filmografia
| Ano  | Filme                        | Papel                         | Diretor           | Notas                  |
| ---- | ---------------------------- | ----------------------------- | ----------------- | ---------------------- |
| 1937 | Varsity Show                 | Betty Bradley                 | William Keighley  |                        |
| 1938 | Love, Honor and Behave       | Barbara Blake                 |                   |                        |
| 1938 | Men Are Such Fools           | Linda Lawrence Hall           | Busby Berkeley    |                        |
| 1938 | Cowboy from Brooklyn         | Jane Hardy                    | Lloyd Bacon       |                        |
| 1938 | Four Daughters               | Ann Lemp                      | Michael Curtiz    |                        |
| 1938 | Brother Rat                  | Joyce Winfree                 | William Keighley  |                        |
| 1939 | Yes, My Darling Daughter     | Ellen Murray                  | William Keighley  |                        |
| 1939 | Daughters Courageous         | Buff Masters                  | Michael Curtiz    |                        |
| 1939 | Dust Be My Destiny           | Mabel Alden                   | Lewis Seiler      |                        |
| 1939 | The Roaring Twenties         | Jean Sherman, later Jean Hart | Raoul Walsh       |                        |
| 1939 | Four Wives                   | Ann Lemp Borden               | Michael Curtiz    |                        |
| 1940 | Brother Rat and a Baby       | Joyce Winfree                 | Ray Enright       |                        |
| 1940 | Three Cheers for the Irish   | Maureen Casey                 | Lloyd Bacon       |                        |
| 1941 | Four Mothers                 | Ann Lemp Deitz                | William Keighley  |                        |
| 1941 | Million Dollar Baby          | Pamela "Pam" McAllister       | Curtis Bernhardt  |                        |
| 1941 | Blues in the Night           | Ginger "Character" Powell     | Anatole Litvak    |                        |
| 1942 | Saboteur                     | Patricia "Pat" Martin         | Alfred Hitchcock  |                        |
| 1942 | Silver Queen                 | Coralie Adams                 | Lloyd Bacon       |                        |
| 1943 | The Meanest Man in the World | Janie Brown                   | Sidney Lanfield   |                        |
| 1944 | Arsenic and Old Lace         | Elaine Harper                 | Frank Capra       |                        |
| 1947 | Fun on a Week-End            | Nancy Crane                   | Andrew L. Stone   |                        |
| 1948 | Bodyguard                    | Doris Brewster                | Richard Fleischer | último papel no cinema |